# K.A.S.T.A.
K.A.S.T.A. (сокращение от Konfederacja Absolwentów Szkoły Technicznej Artykulacji — «в переводе с пол. — «Конфедерация выпускников школы технической артикуляции»»)) — польская музыкальная группа выступающая в стиле хип-хоп. Основана в 1999 году по инициативе продюсера Оливера Зулича так же известного как DJ Kut-O и рэпера Вальдемара Келишака известного как Wall-E. Состав группы завершил англоязычный репер OMA.
Первый альбом группы названный Kastaniety был издан в 2002 году. Вскоре после этого группу покинул OMA, на место которого пришёл Пётр Гурный известный как DonGURALesko, вместе с которым был записан альбом Kastatomy.
Коллектив участвовал в записи песен с такими группами, как Trzeci Wymiar, DJ 600V(WhiteHouse). Позже в состав группы K.A.S.T.A. кроме Вальдемара Касты, Петра Гурного и DJ-я Kut-O входили: Amos, Deadly Hunta, DJ SPH, Esee, Frenchman, Nullo, One Man Army, Papryka, Pores, Szad i Verte.
В 2006 года группа прекратила свою деятельность.

## Дискография
Альбомы
| Название   | Информация об альбоме                             | Место в чарте |
| Название   | Информация об альбоме                             | OliS          |
| ---------- | ------------------------------------------------- | ------------- |
| Kastaniety | - Дата: 17 августа 2002 - Издатель: Blend Records | 17            |
| Kastatomy  | - Дата: 29 ноября 2003 - Издатель: Blend Records  | 35            |

Синглы
| «Peryferie»                                       | 2003 | 18 | Kastaniety |
| «1 2 3» при участии: Kut O                        | 2003 | 25 | Kastatomy  |
| «Hip Hop — Raz Dwa Trzy — Da Generation»          | 2003 | —  | —          |
| DJ 600V — «Wychylyłybymy» при участии: K.A.S.T.A. | 2004 | 28 | 600 °C     |
| «—» сингл не был записан .                        |      |    |            |

Другие
| Альбом                              | Год  | Композиция                                                                                              | Источник |
| ----------------------------------- | ---- | --- | -------- |
| Magiera/Lulek — 2071                | 2000 | «Gdy mogę» (при участии: K.A.S.T.A.)                                                                    | [ 7 ]    |
| DJ 600V — 600 °C                    | 2003 | «Wychylylybymy» (при участии: K.A.S.T.A.)                                                               | [ 8 ]    |
| VIVA Hip Hop Vol.2 (сборник)        | 2003 | K.A.S.T.A. — «Peryferia»                                                                                | [ 9 ]    |
| WhiteHouse — Kodex 2: Proces        | 2004 | «Taka prawda» (при участии: K.A.S.T.A.)                                                                 | [ 10 ]   |
| ESKA Squad (сборник)                | 2004 | K.A.S.T.A. — «1, 2, 3»                                                                                  | [ 11 ]   |
| WhiteHouse — Kodex 2: Suplement     | 2004 | «Taka prawda (Mixer RMX)» (при участии: K.A.S.T.A.) «Taka prawda (Malin RMX)» (при участии: K.A.S.T.A.) | [ 12 ]   |
| Trzeci Wymiar — Inni niż wszyscy    | 2006 | «Wuuuf» (при участии: K.A.S.T.A., Esee)                                                                 | [ 13 ]   |
| Road Hip-Hop Classic 2008 (сборник) | 2008 | K.A.S.T.A. Skład — «Wychylylybymy»                                                                      |          |

## Клипы
| Композиция                  | Год  | Режиссёр             | Альбом     |
| --------------------------- | ---- | -------------------- | ---------- |
| «A po co?»                  | 2002 | Dariusz Szermanowicz | Kastaniety |
| «Wrocławska Premiera»       | 2002 | —                    | Kastaniety |
| «Peryferie»                 | 2003 | Dariusz Szermanowicz | Kastaniety |
| «1,2,3»                     | 2003 | —                    | Kastatomy  |
| «Rzucam»                    | 2003 | Łukasz Tunikowski    | Kastatomy  |
| «Sępy» (при участии: Verte) | 2003 | —                    | Kastatomy  |